# Вопитн (Ајова)
Вопитн (енгл. Wahpeton) град је у америчкој савезној држави Ајова. По попису становништва из 2010. у њему је живело 341 становника.

## Демографија
Према попису становништва из 2010. у граду је живело 341 становника, што је -121 (-26.2%) становника више него 2000. године.
| Група             | 2000.       | 2010.       |
| Белци             | 451 (97,6%) | 335 (98,2%) |
| Афроамериканци    | 0 (0,0%)    | 2 (0,6%)    |
| Азијати           | 2 (0,4%)    | 1 (0,3%)    |
| Хиспаноамериканци | 8 (1,7%)    | 1 (0,3%)    |
| Укупно            | 462         | 341         |